# Byeolmuban
Byeolmuban es el nombre de una unidad especial del ejército en la época de la  Dinastía Koryo de Corea (918-1392). La palabra byeol significa literalmente «estrella», pero también tiene el significado de «especial». La fundación del ejército fue iniciada por Yun Gwan durante el reinado del rey Sukjong de Koryo.
El ejército fue creado para luchar contra los Jurchen que presionaban en las fronteras del norte de Koryo. La infantería de Koryo tuvo dificultades para resistir la fuerte caballería de Yurchen.

## Organización
El ejército de Byeolmuban tenía seis divisiones: 
1. El ejército regular y la Guardia de Armas de Yun Gwan llamado Jeonggyugun (정규군, 正規軍),
2. la infantería llamada Sinbogun (신보군, 神步軍),
3. la caballería llamada Sin-gigun (신기군, 神騎軍),
4. un ejército de monjes budistas llamado Hangmagun (항마군, 降魔軍),
5. una tropa de apoyo compuesta por esclavos llamada Yeonhogun (연호군,烟戶軍),
6. y soldados voluntarios compuestos por comerciantes y ciudadanos comunes llamados Jubugunhyeon (주부군현, 州府郡縣).

Las tropas de combate se dividieron en 
1. Asesinos/Espías llamados Sinbo (신보, 神步),
2. Ingenieros de Asedio llamados Dotang (도탕, 跳蕩),
3. Arqueros llamados Gyeonggung (경궁, 梗弓),
4. Constructores llamados Jeongno (정노, 精弩),
5. Artilleros balísticos/de cañones llamados Balhwa (발화, 發火), y
6. una fuerza especial llamada Teugibudae (특기부대, 特技部隊).

Debían ser entrenados y mantener y hacer armas y luchar con el ejército regular.
Durante el segundo año del reinado del rey Yejong de Koryo, el byeomuban, formado por 17 000 soldados, atacó Jurchen y mató a aproximadamente 5000 soldados Jurchen, detuvo a otros 5000 prisioneros de guerra y a 350 clanes tribales de Jurchen y se apoderó de su territorio construyendo nueve fortalezas en la región de Hamju.
Las fortalezas se denominaron «Nueve Fortalezas del Noreste», y se encuentran en Hamju (함주, 咸州), Yeongju (영주, 英州), Ungju (웅주, 雄州), Bokju (복주, 福州), Gilju (길주, 吉州), Gongheomjin, (공험진, 公咽鎭), Sungnyeong (숭녕, 崇寧), Tongtae (통태, 通泰), y Jinyang (진양, 眞陽).
Sin embargo, problemas internos en la corte de Koryo obligaron al ejército a dejar el territorio de Jurchen después de unos pocos años.